# سوريا في الألعاب الأولمبية الصيفية 1996
شاركت سوريا في الألعاب الأولمبية الصيفية 1996 في أتلانتا عاصمة ولاية جورجيا، الولايات المتحدة.

## مقالات ذات صلة
- الوطن العربي في الألعاب الأولمبية الصيفية 1996